# Jonathan Liebesman
Jonathan Liebesman, född 15 september 1976 i Johannesburg, är en sydafrikansk filmregissör. Han har bland annat regisserat Wrath of the Titans från 2012 och 2014 års Turtlesfilm.

## Filmografi
| År   | Titel                                      | Noterbart                           |
| ---- | ------------------------------------------ | ----------------------------------- |
| 2000 | Genesis and Catastrophe                    | Kortfilm                            |
| 2003 | Darkness Falls                             |                                     |
| 2005 | Rings                                      | Kortfilm                            |
| 2006 | The Texas Chainsaw Massacre: The Beginning |                                     |
| 2009 | The Killing Room                           |                                     |
| 2011 | Battle: Los Angeles                        |                                     |
| 2012 | Wrath of the Titans                        | Uppföljare till Clash of the Titans |
| 2014 | Teenage Mutant Ninja Turtles               |                                     |

### Fotnoter
1. ↑  Eva Epic (15 februari 2012). ”Reboot på "Teenage Mutant Ninja Turtles" är på gång”. Moviezine. https://www.moviezine.se/nyheter/reboot-pa-teenage-mutant-ninja-turtles-ar-pa-gang. Läst 9 november 2015.